# Carlos Braumann
Carlos Alberto dos Santos Braumann (Lisboa, 4 de setembro de 1951) é um estatístico português, que desenvolveu quase toda a sua carreira académica na Universidade de Évora, tendo-lhe sido atribuído o título de Professor Emérito desta universidade em 2018.
Entre 2010 e 2014, assumiu as funções de Reitor da Universidade de Évora. Foi presidente da Sociedade Portuguesa de Estatística em 2006-2012 e Presidente da European Society for Mathematical and Theoretical Biology em 2009-2012.
É membro eleito do International Statistical institute desde 1991. Em 2019 foi-lhe atribuído o Prémio Carreira da Sociedade Portuguesa de Estatística, tornando-se Sócio Honorário desta sociedade, de que já era sócio fundador.
É conhecido nacional e internacionalmente pelas suas contribuições científicas no âmbito dos Equações Diferenciais Estocásticas e Modelos Matemáticos em Biologia. As suas principais áreas de atuação incluem os modelos de equações diferenciais estocásticas com aplicações em crescimento populacional e em pescas em ambiente aleatório, em crescimento de animais em agropecuária, em demografia e em áreas financeiras, bem como outros temas em estatística e genética de populações.

## Biografia
Carlos Braumann obteve o grau de licenciado em matemática aplicada pela Universidade de Luanda, onde foi monitor entre 1971 e 1973 e assistente em 1974. Concluiu o Ph.D. em 1979, na Universidade do Estado de Nova Iorque em Stony Brook (com equivalência ao grau de doutor em ciências - probabilidades e estatística pelas universidades portuguesas). Fez provas de agregação na Universidade de Évora em 1988.
A sua carreira académica na Universidade de Évora começou em 1975 como assistente, tendo assumido a categoria de professor catedrático em 1989. É professor catedrático aposentado desta universidade desde março de 2018.
Das diversas funções desempenhadas na Universidade de Évora, destacam-se o papel de Vice-Reitor entre 1987 e 1994 e Reitor entre 2010 e 2014. Destacam-se, ainda, as funções desempenhadas como Presidente do Conselho Científico (1999-2001), Presidente do Conselho do Departamento de Matemática e da Área Departamental de Ciências Exatas (1991 e 2005-2007) e Diretor do Centro de Investigação em Matemática e Aplicações (1994-1999).

## Artigos e livros de Carlos A. Braumann
É autor de cerca de uma centena de artigos com arbitragem científica, publicados em revistas científicas internacionais e em atas ou coletâneas internacionais e nacionais. Uma lista dos principais trabalhos da autoria de Carlos A. Braumann pode ser acedida pela consulta da sua página de perfil ORCID, dos quais se destacam alguns dos mais recentes:
- Profit optimization of cattle growth with variable prices. Methodology and Computing in Applied Probability. 2021-10. DOI: https://doi.org/10.1007/s11009-021-09889-z

- Stochastic differential equations harvesting policies: Allee effects, logistic‐like growth and profit optimization. Applied Stochastic Models in Business and Industry. 2020-09. DOI: https://doi.org/10.1007/s11009-021-09889-z
- Harvesting in a random varying environment: optimal, stepwise and sustainable policies for the Gompertz model. Statistics, Optimization and Information Computing. 2019-09. DOI: https://doi.org/10.19139/soic-2310-5070-830
- Fisheries management in randomly varying environments: Comparison of constant, variable and penalized efforts policies for the Gompertz model. Fisheries Research. 2019. DOI: https://doi.org/10.1016/j.fishres.2019.03.016
- Introduction to Stochastic Differential Equations with Applications to Modelling in Biology and Finance. Wiley. 2019. ISBN: 9781119166061
- On the random gamma function: Theory and computing. Journal of Computational and Applied Mathematics. 2018-06.  DOI: https://10.1016/j.cam.2017.11.045
- General population growth models with Allee effects in a random environment. Ecological Complexity. 2017. DOI: https://10.1016/j.ecocom.2016.09.003
- Fisheries management in random environments: Comparison of harvesting policies for the logistic model. Fisheries Research. 2017. DOI: https://doi.org/10.1016/j.fishres.2017.07.016